# トレヴァー・トムキンス
トレヴァー・トムキンス（Trevor Tomkins、1941年5月12日、ロンドン生まれ）は、1970年代にギルガメッシュを含む数多くの英国のバンドへ参加したことで最も知られる、イングランドのジャズ・ドラマーである。
1960年代後半から1970年代初期にかけて、ピアニストのマイケル・ガーリックやドン・レンデルといくつかのアルバムを録音した。1970年代には、イアン・カーのニュークリアス、Giles Farnaby's Dream Band、デヴィッド・ベッカー、Henry Lowther's Quaternityに参加した。また、フランク・リコッティとマイク・デ・アルバカーキによる1971年のアルバム『First Wind』、そしてトニー・コーの1978年のアルバム『Coe-Existence』に参加している。
彼はロイ・バッド（ジャズ・ピアニストおよび映画『狙撃者』の映画作曲家）とピーター・C・バッド（シカゴ在住のジャズ・ギタリスト）の最初の従兄弟で、ロイ・バッドとのさまざまなトリオやその他のラインナップのメンバーを務めた。

## ディスコグラフィ

### リーダー・アルバム
- 『ビフォー・ア・ワード・イズ・セッド』 - Before A Word Is Said (1981年) ※ゴーウェン、ミラー、シンクレア、トムキンス連名